# Julian Niehues
Julian Niehues [ˈniːhuːs] (* 17. April 2001 in Münster) ist ein deutscher Fußballspieler. Der Mittelfeldspieler steht beim 1. FC Heidenheim unter Vertrag.

## Karriere
Niehues begann das Fußballspielen in der Jugend von Preußen Münster, bevor er 2018 in die U17 von Borussia Mönchengladbach wechselte. Nachdem er bei den Fohlen auch die U19 durchlief, gehörte er in der Saison 2020/21 zum Kader der zweiten Mannschaft der Gladbacher in der Fußball-Regionalliga West. In dieser Spielzeit verpasste er lediglich aufgrund einer Gelbsperre ein Spiel.
Zur Saison 2021/22 wechselte Niehues zum Drittligisten 1. FC Kaiserslautern. Sein Pflichtspieldebüt gab Niehues in der ersten Runde des DFB-Pokals, als er gegen seinen Jugendverein Borussia Mönchengladbach eingewechselt wurde. Sein erstes Ligaspiel für die Pfälzer absolvierte er am 3. Spieltag, als er gegen Viktoria Berlin in der Startaufstellung stand. Sein erstes Drittligator erzielte er am 22. Januar 2022, als er am 22. Spieltag, erneut gegen Viktoria Berlin, in der 42. Spielminute zum 1:0 für die Pfälzer traf. Niehues kam in seiner ersten Saison beim FCK auf 17 Ligaeinsätze, wovon er 15 als Einwechselspieler bestritt, und stieg mit der Mannschaft in die 2. Bundesliga auf. Dort etablierte er sich unter Trainer Dirk Schuster, der kurz vor Ende der Aufstiegssaison verpflichtet worden war, als Stammspieler.
Im Sommer 2024 wechselte er zum 1. FC Heidenheim, dort erhielt er einen Vertrag bis 2027.